# Haenke Island
Haenke Island ist eine Insel in der Disenchantment Bay, einer Bucht im Südosten von Alaska am Übergang zum Panhandle. Sie liegt nahe der Stirnseite des Hubbard-Gletschers, dem längsten in einem Gewässer endenden Gletscher Alaskas, und der Mündung des Russell-Fjords. Die nächstgelegene Stadt ist Yakutat 48 km südwestlich. Haenke Island gehört verwaltungsmäßig zum Stadtgebiet (borough).

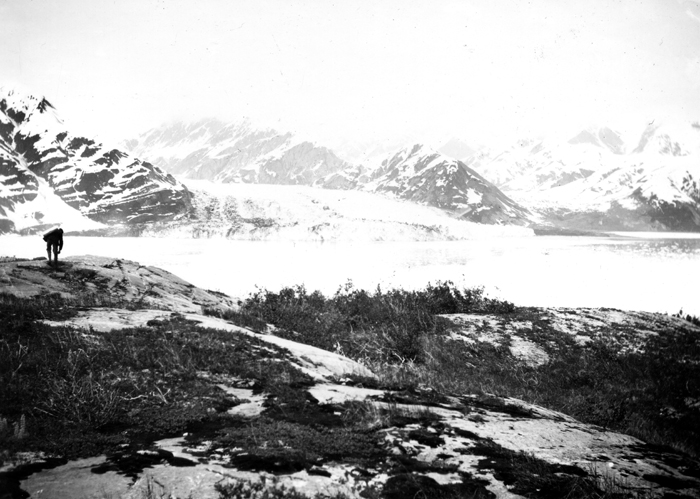
Blick von Haenke Island auf den Turner-Gletscher, Harriman-Alaska-Expedition, 1899

Benannt wurde die Insel 1792 von Alessandro Malaspina nach Thaddäus Haenke, einem deutschböhmischen Naturwissenschaftler, der Teilnehmer der von Malaspina geführten ersten großen spanischen Forschungsexpedition in den Pazifik von 1789 bis 1794 war. Malaspina war bis zu dieser Insel gesegelt, bevor er erkannte, dass dieser Weg nicht die erhoffte Verbindung zum Atlantik war.
Analysen der Expeditionen von Malaspina (1792) und George Vancouver (1794) sowie russisches Kartenmaterial aus dem frühen 19. Jahrhundert deuten darauf hin, dass der Hubbard-Gletscher um 1800 bis zur Haenke Island und darüber hinaus reichte.